# Milazzo (posamine)
Il Milazzo è stato un posamine della Regia Marina, poi cannoniera nell'Armada Nacional de Venezuela con il nome di General Urdaneta.

## Costruzione e caratteristiche
Costruito tra il maggio 1925 e l'ottobre 1926 nello stabilimento di Monfalcone del Cantiere Navale Triestino (con numero di costruzione e di assemblaggio 148 e di completamento 115), il Milazzo apparteneva alla classe Azio, progettata all'inizio degli anni '20 (ed ordinata nel 1924 per il servizio nelle colonie) dal colonnello del Genio Navale Francesco Rotundi. Le unità di tale classe avrebbero dovuto servire sia come posamine che come navi coloniali: il loro principale compito sarebbe infatti consistito nella posa di campi minati difensivi nelle acque delle colonie e dei possedimenti italiani in Mediterraneo e Mar Rosso, a difesa delle relative coste. Oltre che alla posa di sbarramenti difensivi sulle rotte d'accesso ai porti italiani, tali unità avrebbero provveduto alla posa di sbarramenti offensivi sulle rotte percorse dal naviglio avversario, ed erano inoltre in grado di essere impiegati come dragamine. Grazie tuttavia alle loro ottime caratteristiche marine, le unità della classe Azio, nel corso degli anni '20 e '30 e poi in guerra, si rivelarono adatte a numerosi e svariati utilizzi, quali cannoniere, navi scuola, navi coloniali, navi idrografiche, navi comando o stazionarie in acque straniere, utilizzabili sia in Italia che nelle colonie od in località ancora più lontane.
Nel corso della costruzione le unità della classe vennero modificate con l'aggiunta di ulteriori pesi, che ridusse di un nodo (da 16 a 15) la velocità rispetto a quella di progetto, ma che non impedì comunque di utilizzare le unità anche come navi scorta. Essendo state concepite anche per la rappresentanza presso nazioni estere e la permanenza in climi caldi, le unità della classe ebbero un allestimento particolarmente confortevole e curato, anche lussuoso, furono muniti di isolamenti termici (per poter stazionare a lungo in aree con clima tropicale, impedendo il raggiungimento di temperature elevate nei locali interni) e di stazioni radio di notevole potenza. Vi erano inoltre alloggi in eccesso, per poter ospitare altro personale. Grazie al ridotto pescaggio ed alla loro versatilità, le navi potevano anche essere impiegate, all'occorrenza, nella navigazione fluviale.
I posamine della classe Azio avevano tagliamare dritto, un alto bordo libero ed oltre un terzo dello scafo occupato dal castello di prua, a poppavia del quale vi era una grande tuga che raggiungeva la poppa. In corrispondenza dell'estremità anteriore del ponte di castello vi erano plancia, timoniera (che formavano un blocco unico) e controplancia scoperta, su due ponti, a poppavia della quale vi era il fumaiolo, con una leggera inclinazione verso poppa, poi gli osteriggi della sala macchine ed il locale di governo secondario. Vi erano due alberi verticali, a stilo e privi di montanti. Nel sottocastello e nella parte prodiera del ponte di primo corridoio si trovavano i locali per l'equipaggio, mentre a poppavia della sala macchine, sul ponte di primo corridoio, erano sistemati i camerini degli ufficiali e dei sottufficiali di grado più elevato. A centro nave, ai lati del ponte di coperta, vi erano le gru di diverse motobarche ed imbarcazioni utilizzate per servizi vari. Lo scafo era in acciaio dolce Martin-Siemens.
L'apparato motore consisteva in due macchine a vapore verticali a triplice espansione, che, alimentate da altrettante caldaie a tubi d'acqua, sviluppavano la potenza totale di 1500 CV, consentendo una velocità di 15 nodi, alla quale l'autonomia era di 1500 miglia. La suddivisione dell'apparato motore su due assi contribuì positivamente, insieme al disegno dello scafo, dalle caratteristiche molto marine, a conferire agli Azio eccellenti qualità di tenuta del mare e manovrabilità. Mentre Milazzo, Ostia e Dardanelli avevano caldaie alimentate a carbone (85 tonnellate), Azio, Lepanto e Legnano le avevano a nafta (75 tonnellate). Secondo alcune fonti le unità erano in origine provviste anche di velatura ausiliaria: un fiocco di 26 m², una trinchettina di 93 m², una randa di 98 m² ed velaccio di 98 m². Il timone non era compensato.
L'armamento principale consisteva in due cannoni Terni (od Ansaldo Schneider) da 102/35 Mod. 1914, uno situato sul ponte di castello, a proravia della plancia, e l'altro sul cielo della parte di estrema poppa della tuga. Come armamento secondario cinque delle sei unità, compreso il Milazzo (l'unica eccezione era il Lepanto) disponevano di un cannone contraereo Ansaldo da 76/40 Mod. 1917. I cannoni da 102/35 e 76/40 erano provvisti anche di una canna minore, da 25 mm, per le esercitazioni. Secondo alcune fonti l'armamento secondario, oltre al cannone da 76/40, comprendeva anche due mitragliere da 40/56 mm, mentre altre fonti parlando di due mitragliere Colt-Browning M1895/14 da 6,5 mm. Le navi disponevano delle attrezzature per trasportare e posare 80 mine, per un peso complessivo di 86 tonnellate.
La riuscita degli Azio fu tale che se ne progettò la riproduzione in un maggior numero di unità, con alcune migliorie, ma ciò fu reso impossibile dalla mancanza di fondi. Due unità tipo Azio migliorato, la classe Babr, vennero costruite per la Marina imperiale iraniana. Le linee degli Azio vennero riprese nel 1941, quando vennero progettate le corvette della classe Gabbiano.

## Storia
Nel 1929 il Milazzo, insieme al Dardanelli, faceva parte del Gruppo posamine della Divisione Speciale della II Squadra Navale, con base a Taranto. Nel periodo in cui fu in servizio nella Regia Marina, il posamine non fu protagonista di episodi di rilievo.
Nell'estate 1937, stante la carenza di fondi, si decise di vendere il Milazzo ed il Dardanelli alla Marina venezuelana in cambio di una grossa fornitura di nafta per caldaie: la decisione era il risultato di trattative con le autorità venezuelane iniziate nel 1934. Inizialmente le due unità vennero classificate anche come incrociatori, ma quasi subito tale classificazione venne mutata in cannoniere. I dettagli dell'accordo vennero definiti nell'agosto 1937 in occasione dell'apposito viaggio in Europa del capitano di vascello Felipe Larrazábal. Il viaggio che portò gli equipaggi venezuelani destinati ad armare le due unità (due ufficiali superiori assegnati al comando delle due navi, 20 ufficiali subalterni, 14 sottufficiali e 38 marinai), che lasciarono il Venezuela il 25 gennaio 1938 sulla motonave Virgilio, fu il primo viaggio in Europa compiuto da marinai della Marina venezuelana. La missione venezuelana, che comprendeva il comandante Larrazábal, s'incontrò con il capo del governo Benito Mussolini.
Il 12 marzo 1938 il Milazzo venne pertanto radiato e venduto all'Armada Nacional de Venezuela, assumendo il nuovo nome di General Urdaneta e la classificazione di cannoniera (talvolta la nave viene citata come General Soublette, ma questo è il nome che venne assegnato al Dardanelli).
Nel 1937, prima del trasferimento, le due unità vennero portate nei cantieri del Muggiano e modificate secondo le esigenze della Marina del Venezuela: le attrezzature per la posa delle mine vennero smontate, e l'alimentazione delle caldaie fu convertita dal carbone alla nafta. L'equipaggio risultò composto da 10 ufficiali e 75 tra sottufficiali e marinai.
Dopo la cessione alla marina venezuelana le navi vennero impiegate come cannoniere: la General Urdaneta entrò in servizio nella Marina venezuelana nel 14 maggio 1938 (Memoria del Ministerio de Guerra y Marina de la República de Venezuela, año de 1939). Le due unità erano le uniche navi scorta relativamente moderne dell'Armada Nacional de Venezuela.

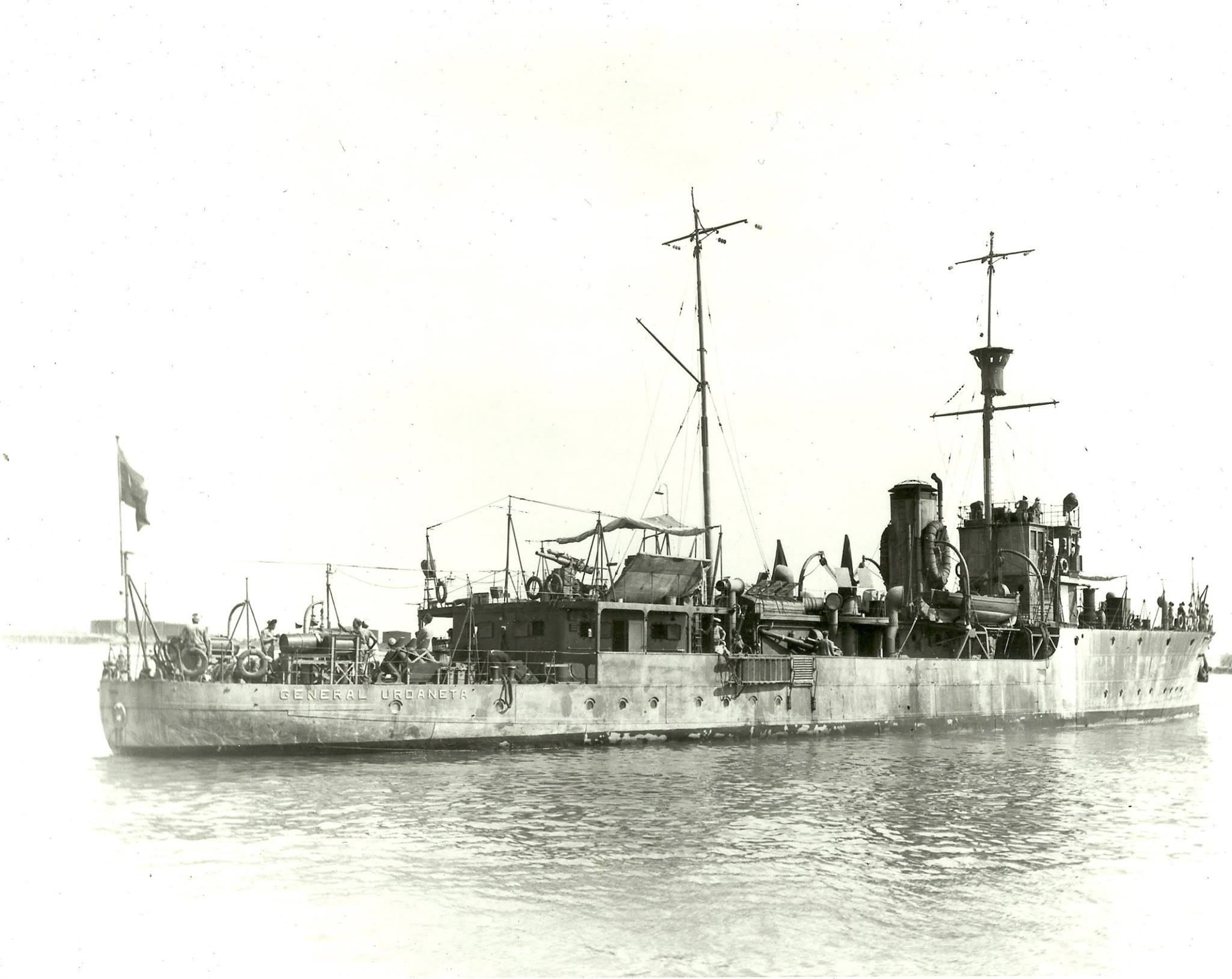
cannoniera General Urdaneta nella Marina venezuelana.

L'unico episodio di rilievo di cui la General Urdaneta fu protagonista durante la seconda guerra mondiale si verificò il 16 febbraio 1942. Nella mattinata di tale giorno, infatti, il sommergibile tedesco U 502 silurò ed affondò la nave cisterna venezuelana Monagas, che navigava in convoglio nel golfo del Venezuela, a sudest della penisola di Paraguanà, vicino alla raffineria di Aruba. L'equipaggio della petroliera, di 31 uomini, comprendeva 19 venezuelani. Alle 2.44 di notte del 16 febbraio la General Urdaneta, all'àncora davanti a Caribubana, avendo avvertito una forte esplosione in mare, si mise in stato d'emergenza e diresse per sudovest, dove si vedeva una nave in fiamme. Dopo un'ora ed un quarto, procedendo a tutta velocità ed avendo frattanto sentito altre due esplosioni, la cannoniera giunse in vista del convoglio, osservando che l'unità in fiamme era una nave cisterna; temendo un attacco subacqueo, il comandante della General Urdaneta, il tenente di vascello Wolfgang Larrazábal Ugueto (che aveva assunto il comando della nave il 6 gennaio e che lo lasciò in agosto), ordinò il posto di combattimento, procedendo verso la nave incendiata con manovre evasive, per evitare eventuali siluri. Quando la nave giunse a fianco della Monagas, fortemente sbandata ed in fiamme, l'equipaggio notò che la nave era già stata abbandonata, pertanto iniziò le ricerche dei naufraghi nel mare mosso e costellato da rottami e chiazze di carburante. La nave recuperò due superstiti, il cambusiere Pablo Canas ed il nostromo Nolasco Zea, mentre 11 uomini (compreso il comandante e tre venezuelani) risultarono morti o dispersi e 17 erano già stati tratti in salvo dalle navi cisterna Sucres e Ramona. Pur non disponendo di armi antisommergibile né dispositivi per rilevare unità subacquee, la General Urdaneta pattugliò poi la zona in cerca dell'U-Boot, nonché di superstiti delle navi cisterna Tía Juana e San Nicolás, anch'esse affondate quella mattina (il 16 febbraio 1942, in una serie di attacchi, l'U 502 e l'U 156 avevano affondato quattro navi cisterna al largo delle coste venezuelane). L'U 502 era infatti a tre miglia di distanza ed aveva individuato la cannoniera, ma il comandante del sommergibile, dopo averla identificata, decise di non attaccarla, dato che il Venezuela era una nazione neutrale (e che il suo obiettivo principale erano le navi cisterna).
Nel dicembre 1942 assunse il comando della General Urdaneta il tenente di vascello Carlos Larrazábal Ugueto, che rimase al comando dell'unità sino al 24 novembre 1943. Dal 29 maggio al 5 luglio 1943 la cannoniera venne sottoposta a lavori di rimodernamento, concordati con gli Stati Uniti, nei cantieri Todd di Galveston: vennero ammodernate le artiglierie, imbarcando due cannoni a doppia canna da 76,2/23 mm e due mitragliere contraeree Oerlikon da 20 mm, la nave fu provvista di armamento antisommergibile, costituito da due lanciabombe di profondità Mk 6 (detti K-guns), e vennero inoltre apportate migliorie alle macchine, agli impianti elettrici ed alla struttura in generale. Durante la navigazione di ritorno tre marinai morirono per aver mangiato cibo avariato, ed all'arrivo in Venezuela il comandante ed il comandante in seconda vennero sottoposti ad un'inchiesta per gravi infrazioni commesse durante la permanenza a Galveston.
Radiata il 7 novembre 1951 (per altre fonti nel 1948 o nel 1950), l'ormai anziana unità venne quindi avviata alla demolizione.